# Cesare Antonio Gasperoni
Cesare Antonio Gasperoni (* 17. Oktober 1944 in Borgo Maggiore) ist ein san-marinesischer Politiker. Er war zweimal Capitano Reggente und von 1998 bis 2000 Minister.
Gasperoni war Mitglied des Partito Democratico Cristiano Sammarinese (PDCS). Er war von 1974 bis 1978 und von 1988 bis 2008 Abgeordneter im san-marinesischen Parlament, dem Consiglio Grande e Generale. Bis 2005 war er Präsident des Zentralrates (Presidente del Consiglio Centrale)des PDCS. Im Dezember 2006 trat er von allen Parteiämtern zurück und verließ, zusammen mit Rosa Zafferani, Pier Marino Mularoni und Giovanni Lonfernini, die Parlamentsfraktion des PDCS. Nach einigen Monaten als unabhängige Abgeordnete gründeten die Abgeordneten im März 2007 eine neue Partei, die Democratici di Centro (DdC). Bei den folgenden Parlamentswahlen im November 2008 gewannen die DdC 2 Mandate. Gasperoni, der den fünften Platz auf der Liste erreichte, verfehlte den Einzug ins Parlament. Die DdC vereinigten sich 2011 mit den Europopolari per San Marino zur Unione per la Repubblica (UpR). Gasperoni wurde Segretario Amministrativo der Partei. Bei den Parlamentswahlen 2012 trat Gasperoni nicht mehr an, ist jedoch noch Mitglied des Parteipräsidiums der UpR.
Gasperoni war zwei Mal Capitano Reggente (Staatsoberhaupt) von San Marino. Von 1. Oktober 1990 bis 1. April 1991 gemeinsam mit Roberto Bucci und erneut von 1. April 2005 bis 1. Oktober 2005 gemeinsam mit Fausta Morganti. Von 1998 bis 2001 war er Minister für die Beziehungen zu den Gemeinderäten, der AASP und der AASS (Segretario di Stato per i Rapporti con le Giunte di Castello, l’Azienda Autonoma di Stato di Produzione e l’Azienda di Stato per i Servizi).